# ۵۰۹ هاربرفرانت
۵۰۹ هاربرفرانت (انگلیسی: 509 Harbourfront) یک مسیر تراموا در سیستم تراموای تورنتو در انتاریو، کانادا است که توسط کمیسیون حمل و نقل تورنتو اداره می‌شود و ایستگاه یونیون (تورنتو) را با حلقه نمایشگاه متصل می‌کند.